# Santdorp
Santdorp of Zentorp (ook Zanddorp, Sandtdorp, Sansterdorp, Santerdorp) is een middeleeuwse kerkdorp, verdronken in de Dollard. Volgens Stratingh en Venema lag het ten zuiden van Stockdorp. Deze lokalisering is echter gebaseerd op de deels gefingeerde Dollardkaart van Jacob van der Mersch uit 1574.
Het kerspel Zentorp komt samen met Stagestorp voor in een laat-vijftiende-eeuwse lijst van kerspelen van het bisdom Münster. Op deze lijst staat de plaats  onder de verdronken kerspelen. In een latere lijst is de plaatsnaam verbasterd tot Famdorp.
De naam zou 'een op het zand gelegen dorp' betekenen. Aan de kust gaat het daarbij meestal om voormalige zandbanken of oeverwallen met een zavelbodem, zoals bij  de plaatsnamen 't Zandt en Zandeweer.
Santdorp behoorde tot het landschap Reiderland in het bisdom Münster.